# Calzada del Coto
Calzada del Coto és un municipi i localitat de la província de Lleó a la comunitat autònoma de Castella i Lleó. Forma part de la comarca de Sahagún. L'any 2024 tenia 223 habitants.
Està compost per les localitats de Calzada del Coto i Codornillos.
Calzada del Coto és travessada pel Camí de Sant Jaume, específicament pel Camí Francès. Es troba a 5 quilòmetres de Sahagún. Un cop travessada la localitat, els pelegrins poden optar per seguir el Camí Reial cap a Bercianos del Real Camino o continuar per la calçada romana conegut com la Via Trajana en direcció a Calzadilla de los Hermanillos.

## Demografia
| 1991 |  | 1996 |  | 2001 |  | 2011 |  | 2021 |
| ---- |  | ---- |  | ---- |  | ---- |  | ---- |
| 347  |  | 316  |  | 293  |  | 255  |  | 211  |